# 张京泽
张京泽（1964年5月—），男，汉族，山西芮城人，中华人民共和国政治人物，曾任国家民族事务委员会专职委员（副部长级），中央民族大学党委书记（2016年12月-2024年5月），第十三届全国政协委员。